# Face Off (quinta edizione)
La quinta edizione di Face Off è stata trasmessa negli Stati Uniti d'America dal 13 agosto al 5 novembre 2013 sul canale Syfy, mentre in Italia è andata in onda nel 2014 sul canale Sky Uno.
Sedici artisti esperti di trucco prostetico competono per vincere un premio che comprende un viaggio VIP da Kryolan Professional Make-Up in una delle loro 85 sedi internazionali, una Fiat 500 e 100000 $. La vincitrice di questa edizione è Laura Tyler.
Questa è la prima edizione a presentare il ritorno di concorrenti delle precedenti edizioni che competono contro i nuovi arrivati. 

## Concorrenti
I 16 concorrenti che hanno preso parte al programma sono:
| Nome                     | Età1 | Città                             | Posizionamento |
| ------------------------ | ---- | --------------------------------- | -------------- |
| Laura Tyler              | 28   | Orlando – Florida                 | Vincitrice     |
| Roy Wooley               | 47   | Tucker – Georgia                  | Finalista      |
| Tate Steinsiek           | 35   | Tulsa – Oklahoma                  | Finalista      |
| Miranda Jory             | 23   | Los Angeles – California          | 4º             |
| Alaina "Laney" Parkhurst | 24   | West Hollywood – California       | 5º             |
| Eddie Holecko            | 20   | Berea – Ohio                      | 6º             |
| Frank Ippolito           | 35   | Toluca Lake – California          | 7º             |
| Alana Rose Schiro        | 21   | North Hollywood – California      | 8º             |
| Scott Ramp               | 52   | Pasadena – California             | 9º             |
| Lyma Millot              | 33   | El Paso – Texas                   | 10º            |
| Robert "RJ" Haddy        | 38   | Charleston – Virginia Occidentale | 11º            |
| Adolfo Barreto Rivera    | 32   | Las Vegas – Nevada                | 12º            |
| Eric Zapata              | 23   | Victoria – Texas                  | 13º            |
| Rick Prince              | 38   | Nashville – Tennessee             | 14º            |
| Samantha "Sam" Allen     | 27   | Bayville – New Jersey             | 15º            |
| Steve Tolin              | 33   | Pittsburgh – Pennsylvania         | 16º            |

1L'età dei concorrenti si riferisce all'anno della messa in onda del programma.

## Tabella dello svolgimento del programma
Il concorrente ha vinto Face Off
     Il concorrente è arrivato in finale ma non ha vinto
     Il concorrente ha vinto la sfida della ribalta
     Il concorrente è tra i migliori nella sfida della ribalta
     Il concorrente è tra i peggiori nella sfida della ribalta
     Il concorrente è stato eliminato
     Il concorrente ha abbandonato la competizione
‡ Il concorrente ha vinto la sfida preliminare
     Il concorrente ha fatto parte di un'edizione precedente
     Il concorrente è nuovo arrivato
| Concorrente | Concorrente | Episodi    | Episodi    | Episodi    | Episodi    | Episodi    | Episodi    | Episodi    | Episodi    | Episodi   | Episodi    | Episodi   | Episodi   | Episodi    |
| Concorrente | Concorrente | 1          | 2          | 3          | 4          | 5          | 6          | 7          | 8          | 9         | 10         | 11        | 12        | 13         |
| ----------- | ----------- | ---------- | ---------- | ---------- | ---------- | ---------- | ---------- | ---------- | ---------- | --------- | ---------- | --------- | --------- | ---------- |
|             | Laura       | Migliore   | Migliore   | Peggiore   | Migliore   | Vincitrice | Salva      | Vincitrice | Salva      | Salva     | Migliore ‡ | Migliore  | Salva     | Vincitrice |
|             | Roy         | Migliore   | Salvo      | Salvo ‡    | Peggiore   | Migliore   | Migliore ‡ | Salvo ‡    | Salvo      | Peggiore  | Vincitore  | Peggiore  | Salvo     | Finalista  |
|             | Tate        | Migliore ‡ | Salvo      | Migliore   | Salvo      | Salvo      | Vincitore  | Peggiore   | Salvo      | Vincitore | Salvo      | Vincitore | Vincitore | Finalista  |
|             | Miranda     | Vincitrice | Salva      | Vincitrice | Vincitrice | Salva      | Salva      | Migliore   | Vincitrice | Migliore  | Salva      | Peggiore  | Eliminata |            |
|             | Laney       | Salva      | Migliore   | Migliore   | Salva      | Salva      | Migliore   | Migliore   | Peggiore   | Salva     | Peggiore   | Abbandono |           |            |
|             | Eddie       | Peggiore   | Salvo      | Salvo      | Salvo      | Peggiore   | Salvo      | Peggiore   | Migliore   | Salvo     | Eliminato  |           |           |            |
|             | Frank       | Migliore   | Salvo      | Peggiore   | Migliore   | Salvo      | Salvo      | Salvo      | Salvo      | Eliminato |            |           |           |            |
|             | Alana       | Migliore   | Vincitrice | Migliore   | Salva      | Salva      | Peggiore   | Salva      | Eliminata  |           |            |           |           |            |
|             | Scott       | Salvo      | Salvo      | Salvo      | Peggiore   | Peggiore   | Peggiore   | Eliminato  |            |           |            |           |           |            |
|             | Lyma        | Salva      | Peggiore   | Migliore   | Salva      | Migliore   | Eliminata  |            |            |           |            |           |           |            |
|             | RJ          | Migliore   | Salvo      | Salvo      | Salvo      | Eliminato  |            |            |            |           |            |           |           |            |
|             | Adolfo      | Peggiore   | Salvo      | Migliore   | Eliminato  |            |            |            |            |           |            |           |           |            |
|             | Eric        | Migliore   | Peggiore   | Eliminato  |            |            |            |            |            |           |            |           |           |            |
|             | Rick        | Salvo      | Salvo      | Eliminato  |            |            |            |            |            |           |            |           |           |            |
|             | Sam         | Salva      | Eliminata  |            |            |            |            |            |            |           |            |           |           |            |
|             | Tolin       | Eliminato  |            |            |            |            |            |            |            |           |            |           |           |            |

## Episodi

### Episodio 1 -Going for Gold
- La sfida preliminare: i concorrenti devono creare un personaggio originale ispirato a uno dei partecipanti a una festa in maschera all'hotel Park Plaza. Come ospiti sono presenti alcuni cosplayer del reality House of Cosplay: Yaya Han, Riki "Riddle" Lecotey, Jessica Merizan, Holly Conrad e Jesse Lagers. I migliori sono Tate, Roy e Laura; il vincitore è Tate, che ottiene l'immunità nella sfida della ribalta[2][3].
  - Giudice ospite: Catherine Hardwicke.
- La sfida della ribalta: dopo una visita al Dolby Theatre e una chiacchierata col truccatore Bill Corso, i concorrenti, divisi in due squadre da otto (veterani contro nuovi arrivati), devono creare cinque personaggi fantasy originali che facciano parte dello stesso mondo iperstilizzato: un orco, un pixie, un fauno, un troll e una strega[2][3].

| Squadra        | Squadra          | Concept |
| -------------- | ---------------- | ------- |
| Veterani       | Frank, RJ & Eric | Orco    |
| Veterani       | Roy              | Fauno   |
| Veterani       | Tate             | Troll   |
| Veterani       | Alana & Miranda  | Pixie   |
| Veterani       | Laura            | Strega  |
| Nuovi arrivati | Eddie & Tolin    | Orco    |
| Nuovi arrivati | Laney & Rick     | Fauno   |
| Nuovi arrivati | Adolfo           | Troll   |
| Nuovi arrivati | Lyma             | Pixie   |
| Nuovi arrivati | Sam & Scott      | Strega  |

- Verdetto: la squadra migliore è quella dei veterani, e la vincitrice è Miranda. Rick, Laney, Lyma, Scott e Sam sono salvi. I peggiori sono Eddie, Tolin e Adolfo; i giudici eliminano Tolin dalla competizione[2][3].

### Episodio 2 -Future Frankenstein
- La sfida della ribalta: dopo una visita alla House of Horrors degli Universal Studios Hollywood, i concorrenti, divisi in squadre da tre, devono realizzare versioni futuristiche del mostro di Frankenstein e della sua sposa[5][6].
  - Giudice ospite: Kevin Grevioux.

| Squadra              | Concept                                              |
| -------------------- | ---------------------------------------------------- |
| Laney, Alana & Laura | Batteria e caricabatteria interdipendenti            |
| Eddie, Miranda & Sam | Cyborg sottoposti al lavaggio del cervello           |
| Scott, Adolfo & Roy  | Mostro che resuscita la sua sposa                    |
| Rick, Eric & Frank   | Terraformisti rianimati a vicenda                    |
| Tate, RJ & Lyma      | Adamo ed Eva biomeccanici post-terza guerra mondiale |

- Verdetto: la squadra migliore è quella di Laney, Alana e Laura, il cui lavoro sarà presentato all’Halloween Horror Nights nei parchi tematici degli Universal Studios a Hollywood e a Orlando; la vincitrice è Alana. Eddie, Miranda, Scott, Adolfo, Roy, Rick, Frank, Tate e RJ sono salvi. I peggiori sono Sam, Eric e Lyma; i giudici eliminano Sam dalla competizione[5][6].

### Episodio 3 -Gettin' Goosed
- La sfida preliminare: i concorrenti devono trasformare un modello maschile in un demone femminile traendo ispirazione dal film di prossima uscita Oltre i confini del male - Insidious 2. I migliori sono Rick e Roy; il vincitore è Roy, al quale il regista James Wan offrirà una copia di Insidious, e potrà partecipare alla première sul tappeto rosso del secondo capitolo con un'altra persona[8][9].
  - Giudice ospite: Glenn Hetrick.
- La sfida della ribalta: dopo aver visitato il parco divertimenti Griffith Park Merry-Go-Round, i concorrenti, divisi in squadre da due (scegliendosi tra di loro), devono creare una versione moderna di alcuni personaggi delle filastrocche di Mamma Oca conferendogli un aspetto stravagante[8][9].

| Squadra        | Filastrocca                                      |
| -------------- | ------------------------------------------------ |
| Lyma & Adolfo  | Humpty Dumpty                                    |
| Alana & Laney  | Five Toes - This Little Piggy went to the Market |
| RJ & Roy       | The Cat and the Fiddle                           |
| Rick & Eric    | The Crooked Sixpence                             |
| Frank & Laura  | Little Miss Muffet                               |
| Miranda & Tate | Peter Peter Pumpkin Eater                        |
| Scott & Eddie  | The Man in the Moon                              |

- Verdetto: è la settimana della doppia eliminazione. I migliori sono Alana, Laney, Miranda, Tate, Lyma e Adolfo; la squadra vincitrice è quella di Tate e Miranda, e la vincitrice è Miranda. RJ, Roy, Scott ed Eddie sono salvi. I peggiori sono Rick, Eric, Frank e Laura; i giudici eliminano Rick ed Eric dalla competizione[8][9].

### Episodio 4 -Subterranean Terror
- La sfida della ribalta: dopo aver visitato una sottostazione elettrica (un tempo centrale elettrica, ora abbandonata), nella prima sfida individuale i concorrenti devono usare gli indizi trovati in una rete di tunnel per ideare una creatura sotterranea[11][12].
  - Giudice ospite: Jordu Schell.

| Concorrente | Concept                     |
| ----------- | --------------------------- |
| Eddie       | Rifiuti tossici e ossa      |
| Alana       | Kelp e vita marina          |
| Scott       | Tentacoli e inchiostro      |
| Adolfo      | Catene e pannello elettrico |
| Frank       | Catene e pannello elettrico |
| Miranda     | Porta sfondata e capelli    |
| Laura       | Graffi e catene             |
| Tate        | Kelp e vita marina          |
| RJ          | Graffi e catene             |
| Lyma        | Rifiuti tossici e ossa      |
| Laney       | Porta sfondata e capelli    |
| Roy         | Tentacoli e inchiostro      |

- Verdetto: i migliori sono Frank, Miranda e Laura; la vincitrice è Miranda. Eddie, Alana, Tate, RJ, Lyma e Laney sono salvi. I peggiori sono Adolfo, Roy e Scott; i giudici eliminano Adolfo dalla competizione[11][12].

### Episodio 5 -Mother Earth Goddess
- La sfida della ribalta: dopo aver visitato l'orto botanico Los Angeles County Arboretum e aver parlato col vincitore della precedente edizione, Anthony Kosar, i concorrenti devono creare una dea-Madre Natura incorporando nel design caratteristiche che ricordino le proprie madri[14][15].

| Concorrente |
| ----------- |
| Laney       |
| Roy         |
| Eddie       |
| Tate        |
| Scott       |
| RJ          |
| Alana       |
| Miranda     |
| Lyma        |
| Laura       |
| Frank       |

- Verdetto: Alana, Miranda, Laney, Tate, e Frank sono salvi. I migliori sono Roy, Laura e Lyma; la vincitrice è Laura. I peggiori sono Scott, RJ ed Eddie; i giudici eliminano RJ dalla competizione[14][15].
- Nota: durante i titoli di coda appare una nota con scritto «During the taping of this episode, it became apparent that a rules violation occurred. The producers took the action they deemed appropriate to address and remedy the situation».

### Episodio 6 -Trick or Treat
- La sfida preliminare: i concorrenti devono creare un trucco originale ispirato a un paio di denti finti. I migliori sono Tate, Roy e Miranda; il vincitore è Roy, che ottiene l'immunità nella sfida della ribalta[17][18].
  - Giudice ospite: Valli O'Reilly.
- La sfida della ribalta: i concorrenti devono creare un mostro basato su uno dei classici travestimenti di Halloween scegliendo tra: vampiro, pagliaccio, spaventapasseri, scheletro e diavolo. Al design dovrà essere aggiunto una caratteristica che salti all'occhio[17][18].

| Concorrente | Concept         |
| ----------- | --------------- |
| Frank       | Spaventapasseri |
| Laura       | Vampiro         |
| Laney       | Pagliaccio      |
| Lyma        | Vampiro         |
| Roy         | Diavolo         |
| Eddie       | Spaventapasseri |
| Tate        | Scheletro       |
| Alana       | Diavolo         |
| Scott       | Pagliaccio      |
| Miranda     | Scheletro       |

- Verdetto: Laura, Miranda, Eddie e Frank sono salvi. I migliori sono Tate, Laney e Roy; il vincitore è Tate. I peggiori sono Scott, Lyma e Alana; i giudici eliminano Lyma dalla competizione[17][18].

### Episodio 7 -Living Art
- La sfida preliminare: i concorrenti devono creare un trucco originale ispirato alla giudice ospite. I migliori sono Roy e Tate; il vincitore è Roy, che ottiene l'immunità nella sfida della ribalta e una fornitura di Kryolan Professional Make-Up[20][21].
  - Giudice ospite: Elvira.
- La sfida della ribalta: dopo una visita al Pacific Design Center, i concorrenti devono creare un personaggio che rifletta un dato movimento artistico scegliendo tra: cubismo, surrealismo, pop art, espressionismo e costruttivismo[20][21].

| Concorrente | Concept        |
| ----------- | -------------- |
| Alana       | Costruttivismo |
| Eddie       | Espressionismo |
| Laney       | Pop art        |
| Miranda     | Cubismo        |
| Laura       | Cubismo        |
| Scott       | Surrealismo    |
| Roy         | Espressionismo |
| Frank       | Costruttivismo |
| Tate        | Surrealismo    |

- Verdetto: Frank, Roy e Alana sono salvi. Le migliori sono Miranda, Laney e Laura; la vincitrice è Laura. I peggiori sono Tate, Eddie e Scott; i giudici eliminano Scott dalla competizione[20][21].

### Episodio 8 -Cosmic Circus
- La sfida della ribalta: divisi in squadre da due (scegliendosi tra di loro), i concorrenti devono creare artisti circensi alieni oscuri e sexy, ispirati al Cirque Berzerk (diretto artisticamente dalla co-proprietaria Suzanne Bernel). I modelli, membri effettivi del Cirque Berzerk, si esibiranno come parte di una troupe circense intergalattica[23][24].

| Concorrente     | Concept                 |
| --------------- | ----------------------- |
| Laura & Roy     | Domatore                |
| Laney & Alana   | Direttore               |
| Eddie & Miranda | Contorsionista          |
| Frank & Tate    | Danzatrice di hula hoop |

- Verdetto: La squadra migliore è quella di Eddie e Miranda, e il vincitore è Miranda. Laura, Roy, Frank e Tate sono salvi. Le peggiori sono Laney e Alana; i giudici eliminano Alana dalla competizione[23][24].

### Episodio 9 -Mortal Sins
- La sfida della ribalta: dopo aver visitato la chiesa cattolica neogotica St. Brendan Catholic Church, i concorrenti devono creare un personaggio che incarni uno dei sette peccati capitali, e incorporare nei loro progetti il colore associato al peccato scelto[26][27].
  - Giudice ospite: Bryan Fuller.

| Concorrente | Concept  | Concept   |
| Concorrente | Peccato  | Colore    |
| ----------- | -------- | --------- |
| Roy         | Superbia | Viola     |
| Tate        | Accidia  | Azzurro   |
| Frank       | Gola     | Arancione |
| Eddie       | Invidia  | Verde     |
| Miranda     | Lussuria | Blu       |
| Laney       | Avarizia | Giallo    |
| Laura       | Ira      | Rosso     |

- Verdetto: Eddie, Laney e Laura sono salvi. I migliori sono Miranda e Tate; il vincitore è Tate. I peggiori sono Frank e Roy; i giudici eliminano Frank dalla competizione[26][27].

### Episodio 10 -The Laughing Dead
- La sfida preliminare: i concorrenti devono creare la propria versione dell'iconico Cupo Mietitore. I migliori sono Laura e Tate; la vincitrice è Laura, che ottiene l'immunità nella sfida della ribalta[29][30].
  - Giudice ospite: Patrick Tatopoulos.
- La sfida della ribalta: dopo aver visitato la catena di comedy club Laugh Factory, i concorrenti devono ideare fantasmi da commedia dell'orrore, nella tradizione di film come Beetlejuice - Spiritello porcello[29][30].

| Concorrente | Concept               |
| ----------- | --------------------- |
| Laura       | Scienziato pazzo      |
| Roy         | Artisti di vaudeville |
| Eddie       | Giocatore di baseball |
| Tate        | Cowboy                |
| Miranda     | Maria Antonietta      |
| Laney       | Ragazza punk rock     |

- Verdetto: Miranda e Tate sono salvi. I migliori sono Laura e Roy; il vincitore è Roy. I peggiori sono Eddie e Laney; i giudici eliminano Eddie dalla competizione[29][30].

### Episodio 11 -Dark Magic
- La sfida della ribalta: dopo aver raggiunto il parco statale Kenneth Hahn State Park, i concorrenti devono creare un Dökkálfar (elfo oscuro) originale che rifletta un'antica runa norrena, il cui significato viene loro svelato solo dopo averla scelta[32][33].

| Concorrente | Concept  | Concept | Concept         |
| Concorrente | Runa     | Simbolo | Significato     |
| ----------- | -------- | ------- | --------------- |
| Laura       | Perþo    | ᛈ       | Abilità occulte |
| Tate        | Berkanan | ᛒ       | Rigenerazione   |
| Miranda     | Þurisaz  | ᚦ       | Caos            |
| Roy         | Laguz    | ᛚ       | Poteri psichici |
| Laney       | Eihwaz   | ᛇ       | Immortalità     |

- Verdetto: i migliori sono Laura e Tate; il vincitore è Tate. I peggiori sono Roy e Miranda; tuttavia, i giudici annunciano che questa settimana nessuno sarà eliminato a causa della decisione di Laney di abbandonare la competizione per nostalgia di casa, prima ancora di realizzare il suo make-up[32][33].

### Episodio 12 -Flights of Fantasy
- La sfida della ribalta: dopo aver raggiunto l'aeroporto di Burbank e aver parlato con l'addestratore di animali Dave Salmoni, i concorrenti devono creare un ibrido umano-uccello prendendo come ispirazione una specie realmente esistente[35][36].

| Concorrente | Concept                |
| ----------- | ---------------------- |
| Miranda     | Bucero guanceargentate |
| Roy         | Ara golablù            |
| Tate        | Capovaccaio            |
| Laura       | Cacatua bianco         |
| Non scelto  | Fenicottero del Cile   |

- Verdetto: il vincitore è Tate, che accede alla finale seguìto da Laura e Roy. Di conseguenza, Miranda è eliminata dalla competizione[35][36].

### Episodio 13 -Swan Song
- La sfida preliminare: gli ultimi tre concorrenti, assistiti ognuno da due colleghi già eliminati (un veterano e un nuovo arrivato), devono realizzare un cigno e uno stregone, basati su un preciso periodo storico, per un'esibizione de Il lago dei cigni del Los Angeles Ballet di fronte al pubblico in studio[38][39].

| Concorrente | Assistenti      | Concept                 |
| ----------- | --------------- | ----------------------- |
| Roy         | Frank & Scott   | Dinastia Ming           |
| Laura       | Miranda & Eddie | Rinascimento italiano   |
| Tate        | Alana & Lyma    | Rivoluzione industriale |
| Non scelto  | Non scelto      | Anni ruggenti           |

- Verdetto finale: Laura viene nominata vincitrice della quinta edizione di Face Off[38][39].